# Gheorghi Dobrovolski
Gheorghi Timofeevici Dobrovolski (în rusă Гео́ргий Тимофе́евич Доброво́льский; n. 1 iunie 1928, Odesa, RSS Ucraineană, URSS – d. 30 iunie 1971, Soiuz 11) a fost un cosmonaut sovietic care a fost membru al echipajului de trei persoane al navei spațiale Soiuz 11. Acesta a fost primul echipaj al primei stații spațiale, Saliut 1, dar au murit în spațiu din cauza asfixierii cauzate de o supapă deschisă accidental. Ei au fost primii și singurii oameni care au murit în spațiu până în prezent (2019).

## Biografie
Dobrovolski, Viktor Pațaev și Vladislav Volkov au zburat în misiunea Soiuz 11. A fost al doilea echipaj din lume care a murit în timpul unui zbor spațial (după Vladimir Komarov în misiunea Soiuz 1).
După intrarea în atmosferă care a decurs normal, capsula Soiuz 11 a fost deschisă și au fost găsite înăuntru cadavrele celor trei membri ai echipajului. S-a descoperit că o valvă s-a deschis chiar înainte de părăsirea orbitei, ceea ce a permis atmosferei capsulei să se scurgă în spațiu, făcându-i pe Dobrovolski și pe cei doi colegi de zbor să sufere o hipoxie fatală, în timp ce capsula lor cobora spre atmosfera pământului.

## Premii și comemorări
Cenușa lui Dobrovolski a fost depusă într-o urnă din Necropola din Zidul Kremlinului din Piața Roșie din Moscova.
I-a fost acordat postum titlul de erou al Uniunii Sovietice, Ordinul lui Lenin și titlul de Pilot-Cosmonaut al URSS.
Asteroidul 1789 Dobrovolsky, descoperit pe 19 august 1966 de Liudmila Cernîh, îi poartă numele.